# Mai Trực
Mai Trực (sinh ngày 20 tháng 3 năm 1957) là một chính trị gia người Việt Nam. Ông nguyên là Phó Chủ nhiệm Ủy ban Kiểm tra Trung ương Đảng Cộng sản Việt Nam, ủy viên Ban Chấp hành Trung ương Đảng Cộng sản Việt Nam khóa 12 nhiệm kì 2016-2021. Ông từng là Chủ tịch Hội đồng nhân dân tỉnh Khánh Hòa, Phó Chủ nhiệm Ủy ban Kiểm tra Trung ương Đảng Cộng sản Việt Nam, ủy viên Ban Chấp hành Trung ương Đảng Cộng sản Việt Nam khóa 11 nhiệm kì 2011-2016.

## Xuất thân
Ông sinh ngày 20 tháng 3 năm 1957 tại tỉnh Khánh Hòa.

## Giáo dục
Ông có bằng Cử nhân luật.